# Paul Weston (Politiker)
Paul Martin Laurence Weston (* 1964) ist ein britischer Politiker und Vorsitzender der Partei Liberty GB. Er ist ein Aktivist und Blogger, trat der rechtspopulistischen United Kingdom Independence Party im Jahre 2010 bei und war ein Kandidat dieser Partei für die Städte London und Westminster. Im Jahre 2011 verließ er die UKIP und gründete die proisraelische Partei British Freedom zusammen mit Mitgliedern der English Defence League. Er war Kandidat für den Distrikt South East England für die Europawahl 2014. Weston ist verheiratet mit einer Immigrantin aus Rumänien. Er war Präsident der englischen International Free Press Society, gegründet im Jahre 2009.

## Politisches Denken und Aktivitäten
Weston glaubt, dass die neomarxistischen Intellektuellen Theodor Adorno, Max Horkheimer und Herbert Marcuse, zusammen mit dem ungarischen Kommunisten György Lukács, die Taktiken des „Cultural Marxism“ zusammen mit der „politischen Korrektheit“ erfunden haben. Er glaubt des Weiteren, dass dies zu einer Deindustrialisierung, Masseneinwanderung, einer Schwächung der Nationalstaaten, sowie zu dem Niedergang der Kernfamilie führt. Er bloggt seit 2007 für die counter-jihad Webseite Gates of Vienna.

### Erste politische Aktivitäten
Weston trat für die UKIP im Jahre 2010 bei den britischen Unterhauswahlen 2010 an. Mit 1,8 Prozent der Stimmen kam Weston auf den fünften Platz. Danach verließ er die UKIP und gründete seine eigene Partei. Er trat auf bei Veranstaltungen des Bloc identitaire, der Bürgerrechtspartei für mehr Freiheit und Demokratie – Die Freiheit und der Jewish Defense League. Er beschrieb seine Partei als eine Partei des Klassischen Liberalismus und der Politischen Mitte. Im Oktober 2012 wurde seine erste Partei wegen eines rechtlichen Fehlers seiner Partei von der Wahlkommission als nicht mehr vorhanden erklärt.

### Liberty GB
Danach gründete Weston im Jahre 2013 die Partei Liberty GB. Diese Partei fiel dadurch auf, dass sie den Multikulturalismus kritisierte und der Neuen Rechten zugeordnet wird.
Er zitierte Winston Churchill aus dessen Buch The River War, veröffentlicht im Jahre 1899.

„Wie furchtbar sind die Flüche, die der Mohammedanismus seinen Verehrern auferlegt! Nebst dem fanatischen Wahnsinn, der in einem Menschen so gefährlich ist, wie Wasserscheuheit in einem Hund, ist diese beängstigend-fatalistische Gleichgültigkeit. Die Auswirkungen sind in vielen Ländern offensichtlich, leichtsinnige Gewohnheiten, schlampige Ackerbaumethoden, schwerfällige Wirtschaftsgebräuche und Unsicherheit des Eigentums herrschen überall da, wo die Nachfolger des Propheten regieren oder leben. Eine erniedrigende Sinnlichkeit beraubt dieses Leben von seiner Würde und seiner Verbesserung, das nächste von seiner Ehre und Heiligkeit. Die Tatsache, dass nach mohammedanischem Gesetz jede Frau einem Mann als sein absoluter Besitz gehören muss, sei es als Kind, als Ehefrau, oder als Geliebte, schiebt die endgültige Ausrottung der Sklaverei zwingend hinaus, bis der islamische Glaube aufgehört hat, eine wichtige Macht innerhalb der Menschheit zu sein. Einzelne Muslime mögen großartige Qualitäten aufweisen, aber der Einfluss der Religion lähmt die gesellschaftliche Entwicklung derer, die ihr nachfolgen. Es gibt keine stärker rückschrittliche Kraft auf der Welt. Weit entfernt davon, dem Tod geweiht zu sein, ist der Mohammedanismus ein militanter und bekehrerischer Glaube. Er hat bereits in Zentralafrika gestreut, zieht bei jedem Schritt furchtlose Krieger heran, und wäre nicht das Christentum in den starken Armen der Wissenschaft geborgen, der Wissenschaft, gegen die er (der Islam) vergeblich gekämpft hat, würde die Zivilisation des modernen Europas vielleicht fallen, so wie die Zivilisation des alten Roms gefallen ist.“

Am 26. April 2014 wurde Weston auf den Stufen des Rathauses von Winchester wegen einer nicht angemeldeten Rede, die er dort hielt, festgenommen. Über die Festnahme berichteten ITV News, The Daily Telegraph, Fox News und The Daily Mail.